# Max von Stadlbaur
Max von Stadlbaur, auch Maximilian von Stadlbauer, (* 13. Juli 1808 in Kirchenthumbach, Oberpfalz; † 5. September 1866 in Miesbach) war ein deutscher römisch-katholischer Theologe.
Nach dem Besuch der Studienanstalt Amberg studierte Max von Stadlbaur Philosophie und Theologie an der Universität München. 1831 empfing er die Priesterweihe durch Erzbischof Lothar Anselm. 1832 wurde er mit der Schrift Ueber die Idee Gottes im Verhältniß zur Religion und Moral zum Dr. theol. promoviert. 1834 wurde er zum Professor für Moraltheologie und neutestamentliche Exegese am Lyzeum Freising und 1841 zum Professor für Moraltheologie an die Universität München berufen. 1844 erfolgte die Ernennung zum Ordinarius für Dogmatik. Max von Stadlbaur war von 1848 bis 1849 und 1853 bis 1854 Rektor der Universität München.
Von 1849 bis 1855 gehörte er für den Wahlbezirk Amberg der Abgeordnetenkammer im Bayerischen Parlament an:
- 14. Landtag: 1849–1850
- 15. Landtag: 1851–1852
- 16. Landtag: 1853–1855

## Auszeichnungen
- 1849  Ritter des Verdienstordens vom hl. Michael
- 1854  Ritter des Verdienstordens der bayerischen Krone.